# Margattea maculata
Margattea maculata är en kackerlacksart som beskrevs av Hanitsch 1928. Margattea maculata ingår i släktet Margattea och familjen småkackerlackor. Inga underarter finns listade i Catalogue of Life.